# رقص‌های افغانی

اَتَنِ ملی (کابلی)

رقص در افغانستان نقطه عطف زیبایی‌های تنوع قومی و زبانی در افغانستان است. در افغانستان تا حال ۴۳ نوع رقص‌های محلی کشف گردیده است. بیشترین محلات که توانسته است فرهنگ خود را حفاظت کند نورستان، بدخشان، هرات و کابلستان است.

## فهرست انواع رقص‌های بومی قدیمی افغانستان
1. اتن ملی
2. اتن کابلی
3. رقص آبشاری هرات
4. رقص ارقچین کابلی
5. رقص اسپک بدخشی
6. رقص اوشاری کابلی
7. رقص بیل جنگی دهقانان
8. رقص پامیری
9. رقص پشپو هزارگی
10. رقص چوب بازی هراتی
11. رقص چوب جنگی
12. رقص خراسانی هرات
13. رقص سلامی
14. رقص سماع هرات
15. رقص شاتکو نورستانی
16. رقص قرصک پنجشیر
17. قرصک نورستانی گل کجکی دار،
18. قرصک نجرابی
19. رقص کابلستانی
20. رقص کردی هراتی
21. رقص گنجشکک طلائی
22. رقص مشرقی نورستانی
23. رقص قطغنی
24. شش کبابی
25. رقص وایگلی نورستانی
26. رقص چوپانی دیوه قریه دیوه نورستان
27. رقص سماع صوفیان افغانستان
28. رقص شمشیر مربوط دهقانان افغانستان
29. رقص شیشت وخیز مربوط مردم لوگر کابل و کوهدامن زمین
30. رقص با زنگ و جامن مخصوص بچه بازی
31. رقص شش کبابی کابل کوهدامن
32. رقص گنجشکک طلایی بدخشی
33. رقص قدوس بایی
34. رقصِ قاشق بازی مردم کابل و ازبیک
35. رقصِ چاینک بازی که مخصوص مردمان اوزبیک در صفحات شُمال است
36. رقصِ گوشت دپتی به معنی پرنده پامیزند یکی از رقص‌های فولکلور ترکمن‌ها در افغانستان است، می‌شود.
37. رفص خواندن. رقص کورغلو مردم ازبک افغانستان
38. رقص تفنگ بازی زمان که عروس را می برند
39. رقص کلاش مربوط ملیت کیلاش نورستان شرقی
40. رقص شغنانی مربوط به مردم شغنان بدخشان

1. رقص جره جو
2. رقص لزکی

## رقص‌های مذهبی و فلکوریک مردم افغانستان قبل از اسلام
1. رقص میترایی یا قربانی گاو
2. رقص شیوا
3. رقص سونا
4. رقص خانمهای کافرستانی

در قسمت زیرین شما ویدوهای هریک از این رقص‌ها را مشاهده نموده می‌توانید.

### اَتَنِ ملی
اَتَنِ ملی یا رقص اتن از جمله رقص‌های ملی افغانستان است. این رقص در مراحل اول در بین قوم پشتون ساکن افغانستان و پاکستان رایج بود. اتن ملی معمولاً طور دسته‌جمعی بوسیلهٔ جوانان مرد یا زن اجرا می‌شود. رقص اتن ملی به‌شکل مدور با جنباندن سر و دست به‌طور منظم انجام می‌شود. گمان می‌رود این رقص در دوره یونانی‌های باختر در سرزمین باستانی باختر در شمال افغانستان مروج گردیده باشد. این رقص در طول تاریخ اشکال مختلف را بخود گرفته است. برخی از محققان بر این باورند که رقص اتن از روزگار زردشت بجای مانده است. آن‌ها دورادور آتش می‌چرخیدند و سروده‌هایی از اوستا را می‌خواندند که با حملات عرب و مغول‌ها بسیاری از این سنت‌ها از بین رفته‌اند.
اتن در هر منطقه، نوع و حرکات مختلف همان منطقه را دارد. انواع مختلف اتن شامل: کابلی، وردکی، لوگری، خوستی/پکتیایی، هراتی، کوچیانی/کوچی، ختکی، پشیی (با سرنی و توله) و نورستانی در افغانستان وجود دارد.

### رقص قَرصَک پنجشیر
رقص قَرصَک پنجشیر در بین مردم تاجیک ساکن منطقهٔ پنجشیر رواج دارد که با کف زدن و یک دایره اجرا می‌شود. معمولاً در قرصک ده تا پانزده نفر اشتراک می‌کنند. یک نفر دایره می‌زند و دو نفر دیگر شعرگویی می‌کنند یا رباعی می‌خوانند، که در آغاز مقام است.

## آدرس ویدوئی رقصهای محلی و فرهنگی افغانستان
۱. اتن ملی مردم پکتیا

1. اتن کابلی. همه می‌رقصند سپس لحظه توقف بعداً یکنفر رقص دیگران می‌نشینند.
2. رقص پشپو مردم دایکندی

۴. عرقچین
این نوع رقص در کابل وجود داشته طوریکه یک خانم چادر نازک به‌سر نموده دستمال رنگه را در کمر می‌بنددو آهنگ عرقچین را سروده سپس دیگران تکرار می‌نماید.
۵. قرصک پنجشیر

۶. افشاری خواندن صفا صفا بارقص مخصوص ادا می‌شود. افشاری در ۳ محل وجود دارد مانند افشاری نورستانی افشاری کابلی افشاری هرات و هزارگی.
۷. سلامی رقص مخصوص است که رقاصه‌های افغانی در آغاز رقص ادا می‌کنند.

۸. رقص‌های کابلستانی عبارت از رقص‌های است که در ساز لوگری و دیگر سازها
ادا می‌شود.

۹. رقص شاتکو نورستانی

۱۰. رقص مشرقی نورستانی

۱۱. رقص پامیری

۱۲. رقص قطغنی که بنام رقص میده نیز یاد می‌شود

1. رقص بیل جنگی در ولایات و درمراسم نوروز اجرا می‌شودو
2. چوب جنگی

۱۵. رقص اسپک

۱۶. رقص خراسانی هرات

۱۷. سماع هرات

۱۸. رقص آبشاری هرات

۱۹. چوب بازی هرات

۲۰. شش کبابی

۲۱. کردی هراتی

۲۲. گنجشکک طلائی

۲۳. گنجشکک طلائی آمریکائی

۲۴. قرصک نورستانی - گل کجکی دار

رقص کلاش مردم نورستان شرقی

پژوهشگر کریم پوپل